# Odyssey Marine Exploration
Odyssey Marine Exploration, Inc. ist ein US-amerikanisches Schatzsucherunternehmen mit Sitz in Tampa, Florida. Das Unternehmen wurde 1994 gegründet und ist seit 1997 an der Börse notiert. Greg Stemm ist einer der Mitbegründer und war bis 2014 CEO.

## Geschichte

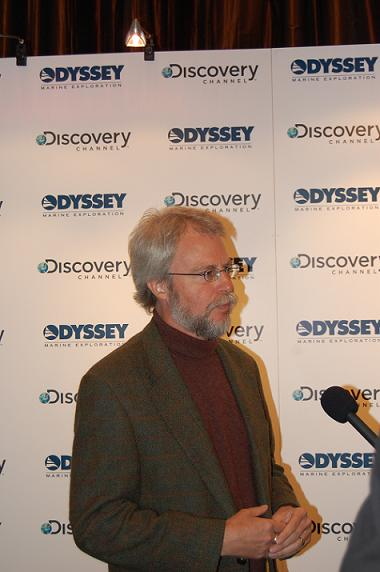
Der Mitbegründer und frühere CEO Gregory Stemm

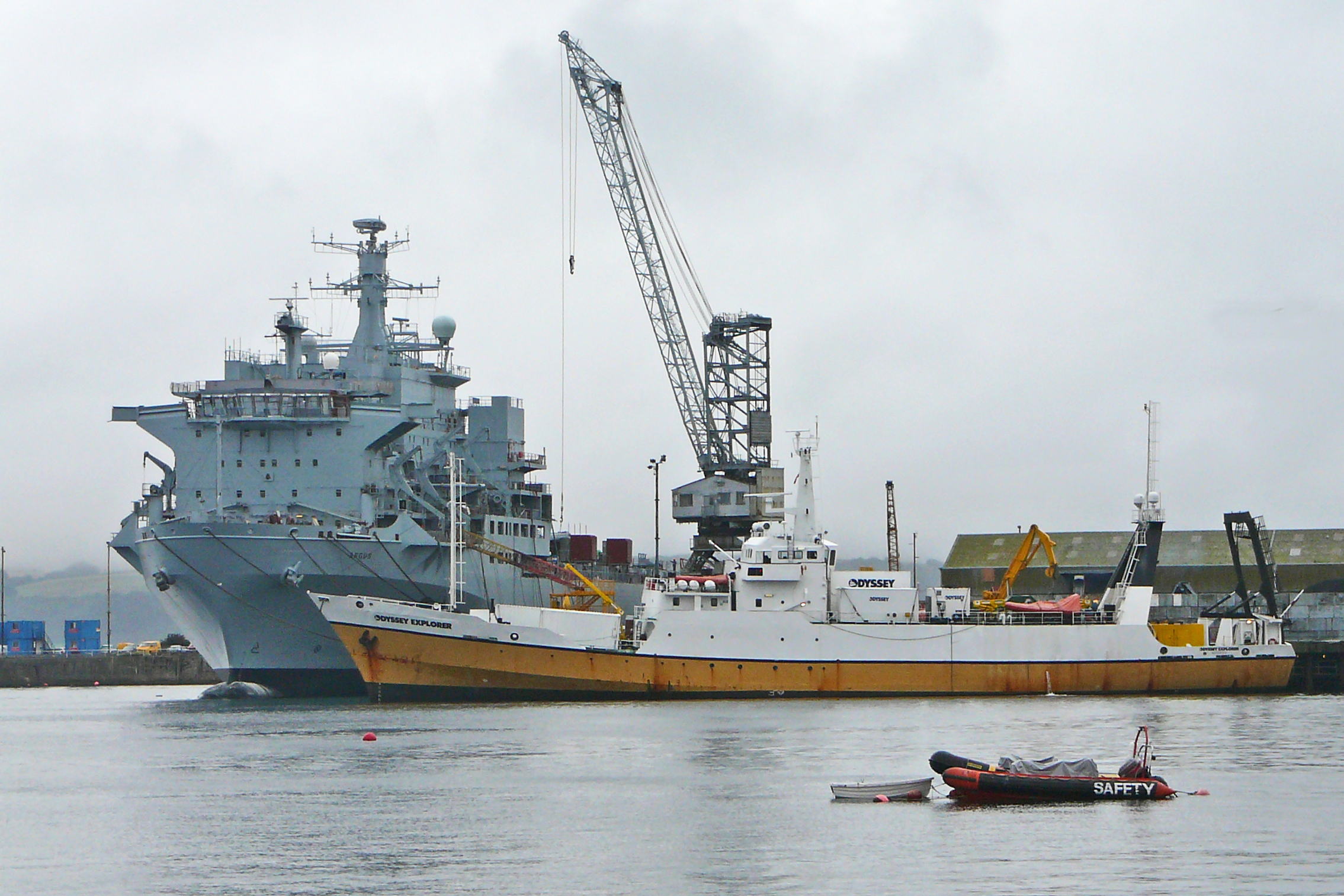
Die Odyssey Explorer (im Vordergrund rechts, neben der RFA Argus) ist eines von zwei Schiffen, die zur Suche und Bergung der Schätze eingesetzt werden

Odyssey wurde bekannt durch die Bergung von Schiffsschätzen wie dem Schaufelraddampfer Republic (2003 geborgen, 1865 vor der Küste von Georgia gesunken, Wert mehr als 75 Millionen Dollar), dem englischen Kriegsschiff Sussex (1694 in der Straße von Gibraltar gesunken) und das mit dem Projekt „Schwarzer Schwan“ geborgene Schiff (vermutlich größter bisher gefundener Schatz), über dessen Identität derzeit noch gestritten wird.
Anfang Februar 2009 wurde bekannt, dass das Unternehmen das Wrack der britischen Victory vor den Kanalinseln entdeckt hat.
Im Februar 2012 übertrug das britische Verteidigungsministerium die Bergungsrechte an OME. Dabei wurde vereinbart, dass britische Forscher den Fund auswerten dürfen, 20 % des Fundes an das Vereinigte Königreich gehen sollen und 80 % des Fundes der Explorationsgesellschaft verbleiben sollen. Die Bergung des Fundes sollte noch im Jahre 2012 beginnen. Tatsächlich widerspricht diese Übertragung der Bergungsrechte an Odyssey Marine Exploration den von der britischen Regierung akzeptierten Prinzipien der UNESCO, da unter anderem eine Vorab-Finanzierung nicht gesichert ist, sondern das Unternehmen auf Erlöse aus den Funden angewiesen wäre. Standards bei der Erhaltung des Unterwasser-Kulturerbes sind nicht gesichert.
Ein US-Gericht entschied am 21. September 2011 gegen Odyssey, dass es den 2007 in einem Schiffswrack gefundenen Goldschatz an Spanien übergeben muss. Odyssey behauptete, die Fundstelle wäre in internationalen Gewässern gelegen gewesen.
Am 26. September 2011 hat das Unternehmen mitgeteilt, den jemals größten Unterwasser-Schatzfund erzielt zu haben. In internationalem Gewässer, 300 Meilen (480 km) vor Irland in 4700 m Tiefe, wurde das Wrack der Gairsoppa mit einem ferngesteuerten U-Boot lokalisiert. Das 1941 im Zweiten Weltkrieg von den Deutschen versenkte britische Frachtschiff soll – nach zeitgenössischem Bericht – als wertvollstes Ladegut bis zu 198 Tonnen Silberbarren an Bord haben, geschätzte 150 Mio. Euro wert. Erstritten von der britischen Regierung hat man 2010, das Schiff bergen zu dürfen und 80 % des Schatzes behalten zu dürfen. Der Rest geht an den Staat Großbritannien.
Im Oktober 2011 wurde der Fund der Mantola bekanntgeben.
2014 fand Odyssey Marine Exploration am Ort des angeblich von der Columbus-America Discovery Group des Tiefseeingenieurs Thomas G. Thompson geleerten Wracks der Central America fünf Goldbarren und zwei Goldmünzen und erwartet weitere Goldfunde.

## Ausrüstung und Vorgehensweise
Das Unternehmen investiert ca. 35.000 Dollar täglich in die Suche nach Wracks und Schätzen. Momentan werden vier Schiffe eingesetzt, darunter die John Lethbridge, die vorwiegend für Sonaruntersuchungen eingesetzt wird und die Odyssey Explorer. Dies ist ein 76 m langes und 1700 BRT schweres Spezialschiff. Mit diesem Schiff werden die Bergungen durchgeführt. Es ist mit modernster Technik ausgestattet, darunter ein acht Tonnen schwerer und vier Mio. Euro teurer Tauchroboter.
Alle Bergungen werden präzise vorbereitet. Im Vorfeld werden Unmengen an alten Ladelisten, Schiffsregistern und Aufzeichnungen gesichtet, um möglicherweise lohnende Wracks auszuwählen. In mühsamer Kleinarbeit wird dann versucht, den ungefähren Standort des Wracks zu lokalisieren. Anschließend werden mit Sonar Karten des Meeresgrundes erstellt und ausgewertet. Erst nach deren Auswertung werden potentielle Positionen für Tauchgänge festgelegt.
Dann wird vor Ort versucht, das Wrack zu finden und zu identifizieren. Dabei macht dann der Tauchroboter tausende Fotos, die durch Computerunterstützung zu einem Mosaik zusammengefügt werden. So erhält man eine äußerst exakte Karte des Platzes, an dem das Wrack liegt.
Häufig kann dabei anhand von Kanonen das Alter, die Herkunft und die Art des Wracks eingegrenzt werden. Dazu müssen die Funde genau untersucht werden, weil z. B. die Größe entscheidend ist. Auch Wracks, die keine wertvolle Ladung hatten, werden genau vermessen und bestimmt, damit wird wertvolle Unterwasserarchäologie geleistet.
Alle Funde müssen angemeldet werden. Selbst wenn der Fundort in internationalen Gewässern liegt, könnte ein Staat Anspruch auf den Fund erheben, wie mehrfach geschehen.
Deshalb versucht man möglichst schon vor der Bergung einen Bergungsvertrag mit dem betreffenden Land zu schließen. Einige Funde in britischen Gewässern durften geborgen werden, weil britische Archäologen an Bord waren, die alle Funde genau untersuchen durften. Vom Wert der Ladung wurden 20 % an die britische Regierung abgetreten, 80 % erhielt das Unternehmen, das davon aber auch alle Kosten bestreiten musste.
Unter Wissenschaftlern und Denkmalpflegern werden derartige Bergungsunternehmen teilweise als Zerstörung von Kulturerbe betrachtet.